# Иоанн (Злобин)
Епископ Иоанн (англ. Bishop John, в миру Иосиф Иванович Злобин; 6 (18) сентября 1880, село Тетеревятка, Камышинский уезд, Саратовская губерния — 28 мая 1959, Саут-Кейнан, штат Пенсильвания) — епископ Северо-Американской митрополии, архиепископ Ситкинский и Аляскинский.

## Биография
Родился 6 сентября 1880 года в селе Тетеревятка Камышинского уезда Саратовской губернии в крестьянской семье. По окончании сельского начального училища состоял певчим при церкви Святого Архистратига Михаила в родном селении.
В 1897 году после паломничества по обету в Киев на поклонение печерским угодникам посетил в июне скит Христа Спасителя на станции Борки Харьковской губернии и был там принят в число братии.
В 1902 году по отбытии воинской повинности переведён в Святогорский Успенский монастырь архимандритом Вассианом и выполнял послушание в иконно-книжной лавке, а также заведовал почтой монастыря. После смерти архимандрита Вассиана, у которого он был митродержцем при всех службах, был переведён в Харьковский Покровский монастырь певчим и уставщиком на клиросе.
В 1910 году выдержал экзамен на звание учителя церковно-приходских школ в Харьковской духовной семинарии. В том же году в ноябре с иеромонахом Сергием (Аксайским) был направлен на службу в Канаду с назначением в город Виннипег.
В апреле 1911 года в Великую пятницу епископом Александром (Немоловским) был пострижен в монашество с наречением имени Иоанн. В Великую субботу был рукоположён в сан иеродиакона и затем, в самый день Святой Пасхи — в сан иеромонаха. Шесть лет служил в Канаде. Местами его служения были последовательно Форт Вилльм (провинция Онтарио); Канора (провинция Саскачеван); Крокудэйл; селения Дробот и Бачин, где он содействовал построению церквей в Стинен, Жервес и Тидор.
После шести лет пастырской работы в Канаде получил назначение в США и служил последовательно в ряде приходов: Слэйтингтон; Паттон; Вилмингтон; Честер и Пенсгров.
В 1917 году по болезни провёл некоторое время в Южно-Ханаанском Тихоновском монастыре. После этого снова был назначаем на следующие приходы: в Бейсайд и Вайтстон на Лонг-Айленде близ Нью-Йорка; Мэнвиль (Пенсильвания); Мэйнард; Хартсгорн (Оклахома); Калган (Колорадо); Мишавока (Индиана); Портленд (Орегон); Брайт (Калифорния). В последних двух приходах содействовал построению новых храмов, освящённых полным чином епископом Алексием (Пантелеевым) в 1927 и 1928 годах. К тому времени уже был архимандритом.
В 1927—1933 годах был настоятелем церкви в честь святых жён-мироносиц в городе Сакраменто, штат Калифорния. Под его руководством было завершено строительство здание церкви.
В 1929 году митрополит Платон назначил его настоятелем и миссионером на Острова Прибылова, остров Святого Павла, где архимандрит Иоанн прослужил свыше шести лет.
В 1935 году по резолюции епископа Алексия был переведён настоятелем кафедрального собора в Ситку и несколько позднее назначен администратором православных церквей на Аляске. При нём был отремонтирован собор. Во время поездок по Аляске отец Иоанн содействовал обращению местных жителей в православие. В частности, в селении Кэнтвелл обратил в православие одновременно целое селение числом свыше 100 человек. Созвав в 1943 году съезд духовенства Аляски, он составил проект открытия в Ситке пастырской школы для подготовки пастырей из туземцев.
В письме от 22 декабря 1945 года к митрополиту Анастасию (Грибановскому) поступил запрос на архиерейскую хиротонию архимандрита Иоанна, и митрополит дал своё разрешение.
10 марта 1946 года в Свято-Троицком соборе в Сан-Франциско он был хиротонисан во епископа Ситкинского и Аляскинского. Хиротонию совершили митрополит всей Америки и Канады Феофил (Пашковский), архиепископ Западно-Американский и Сеатлийский Тихон (Троицкий) и епископ Питтсбургский Вениамин (Басалыга). При хиротонии новый епископ обязывался быть верным Северо-Американской митрополии и Архиерейскому синоду Русской православной церкви заграницей.
В ноябре 1946 года принял участие в Кливлендском соборе Северо-Американского митрополичьего округа, принявшего решение о прекращении связей с Зарубежной церковью. Епископ Иоанн оказался перед выбором кому сохранять верность и оставался в юрисдикции митрополита Феофила — во вновь обособившейся «Американской митрополии».
Вместе с прочими архиереями Северо-Американской митрополии, отказавшимися входить в подчинение Московского патриархата, подвергся запрещению и суду Собора епископов.
Ушёл на покой в 1952 году.
Скончался 28 мая 1959 года в городе Саут-Кэйнан, штат Пенсильвания.